# Абубакар, Азума
Азума Абубакар-Анкра (порт. Asumah Abubakar-Ankrah; род. 10 мая 1997, Кумаси) — португальский футболист, играющий на позиции нападающего за клуб «Грассхоппер».

## Клубная карьера
В 2015 году игрока нашли селекционеры нидерландского клуба «Виллем II» и привезли в свою молодёжную команду, однако с ним долго не могли подписать контракт, поскольку он не имел соответствующего разрешения. Только после того, как он получил португальское гражданство, так как его отец долгое время работал в этой стране и уже его имел, с молодым футболистом смогли заключить договор. Это произошло 2 марта 2016 года.
2 апреля 2016 года Абубакар дебютировал в Эредивизи в поединке против «Твенте», выйдя на замену на 84-й минуте вместо Гюса Йоппена.

## Карьера в сборной
После получения португальского гражданства, им заинтересовались местные специалисты. 16 июня он был назван в числе 23-х возможных участников чемпионата Европы 2016 года среди юношей до 19 лет, а затем пробился и в основной ростер. Сыграл на турнире в двух встречах, против юношей из Австрии и Германии, а также забил мяч в ворота последних. Однако после возникших сомнений о законности его паспорта, федерация футбола Португалии отозвала его с турнира.